# Fly from Here
Albums de Yes
Union Live
(2011) Heaven & Earth
(2014)
Fly from Here est le vingtième album studio de Yes, sorti le 22 juin 2011.

## Histoire
L'album est issu d'une rencontre entre le producteur Trevor Horn, qui a fait partie du groupe lors de l'album Drama (1980), et le bassiste Chris Squire. La redécouverte de la chanson Fly from Here, anciennement jouée en concert durant la tournée Drama (une version live apparaît dans le coffret The Word Is Live), mais jamais enregistrée en studio, leur a donné des idées. Horn déclare dans une interview : « Chris [Squire] et moi avons discuté de la chanson We Can Fly from Here un soir après un concert de Yes. Je lui ai dit que j’étais prêt à passer deux semaines avec eux pour l’enregistrer. Quand je suis arrivé aux États-Unis, le groupe m’a séquestré dans le studio pour que je me charge non seulement de la chanson, mais d'un album entier. C’est une offre que je n’ai pas pu refuser. »
À la base, cette chanson Fly from Here provient d'une démo enregistrée par Horn et Geoff Downes à l'époque des Buggles. Après la séparation de Yes, une nouvelle version est enregistrée par les Buggles pour leur deuxième album, Adventures in Modern Recording, dont elle est finalement écartée. Leur version, qui comprend les parties We Can Fly, Sad Night at the Airfield et Ride the Tide (finalement réintitulée Life on a Film Set), est parue en titre bonus sur la réédition de cet album en 2010.
Au cours de l'élaboration de ce nouvel album, la chanson devient une suite de plus de vingt minutes divisée en six parties. Le groupe n'avait pas fait d'aussi longues pièces depuis quinze ans, à l'époque des deux albums Keys to Ascension (1996/1997). Les autres titres sont le fruit d'un travail de composition entre les membres du groupe et Trevor Horn, qui collabore à l'écriture des chansons, participe aux chœurs et joue quelques claviers. 
Geoff Downes fait aussi son retour au sein du groupe, en remplacement d'Oliver Wakeman aux claviers, qui a été remercié par Squire pendant l'enregistrement de l'album. Néanmoins, il joue des claviers additionnels sur les parties 1 et 5 de Fly from Here ainsi que sur Hour of Need. Pour l'écriture, sa seule participation est le dernier titre de l'album, Into the Storm, sur laquelle il ne joue pas. Downes était déjà de la partie en 1980 pour Drama et la tournée qui s'ensuivit, c'est d'ailleurs la raison pour laquelle il est réintégré sur ce nouvel album, au détriment d'Oliver Wakeman. La chanson Hour of Need (Full-length Version) est disponible sur l'édition japonaise ainsi que sur la compilation Anthology 2 Groups and Collaborations de Steve Howe, produite en 2016.
C'est aussi le seul album studio avec le québécois Benoît David au chant (en remplacement de Jon Anderson), on peut l'entendre sur le live de Yes, In the Present: Live from Lyon publié en 2011. Benoit a été crédité pour la chanson Into the Storm. La chanson The Man You Always Wanted Me to Be est écrite et chantée par Chris Squire et Gerard Johnson, un claviériste qui joue du piano sur la chanson.
La direction musicale de la formation prend un tournant puisque l'ambiance de l'album se rapproche plus du côté sombre de Drama, contrastant avec les rythmes plus joyeux de The Ladder et Open Your Eyes.
La pochette est réalisée par Roger Dean, collaborateur de longue date de Yes. Le chat noir qui ornait la pochette de Drama apparaît sur cette nouvelle pochette à fond vert parsemé de conifères.

## Réception
L'album se classe 30e au UK Albums Chart, 4e au Top Tastemaker Albums, 7e au Top Independent Albums, 9e au Top Rock Albums et 36e au Billboard 200.

## Titres
| No  | Titre                                             | Auteur                                                       | Durée |
| --- | ------------------------------------------------- | ------------------------------------------------------------ | ----- |
| 1.  | Fly from Here – Overture                          | Trevor Horn, Geoff Downes                                    | 1:53  |
| 2.  | Fly from Here, Part I: We Can Fly                 | Horn, Downes, Chris Squire                                   | 6:00  |
| 3.  | Fly from Here, Part II: Sad Night at the Airfield | Horn, Downes                                                 | 6:41  |
| 4.  | Fly from Here, Part III: Madman at the Screens    | Horn, Downes                                                 | 5:16  |
| 5.  | Fly from Here, Part IV: Bumpy Ride                | Steve Howe                                                   | 2:15  |
| 6.  | Fly from Here, Part V: We Can Fly (Reprise)       | Horn, Downes, Squire                                         | 1:44  |
| 7.  | The Man You Always Wanted Me to Be                | Squire, Gerard Johnson, Simon Sessler                        | 5:07  |
| 8.  | Life on a Film Set                                | Horn, Downes                                                 | 5:01  |
| 9.  | Hour of Need                                      | Howe                                                         | 3:07  |
| 10. | Solitaire                                         | Howe                                                         | 3:30  |
| 11. | Into the Storm                                    | Squire, Oliver Wakeman, Howe, Horn, Benoît David, Alan White | 6:54  |

| 12. | Hour of Need (Full-length Version) | Howe | 6:45 |

### Musiciens
- Benoît David : chant, guitare acoustique, percussions
- Steve Howe : Guitares acoustique et électrique, guitare pedal steel, chœurs, chant sur Hour of Need
- Chris Squire : basse, chœurs, chant sur The Man You Always Wanted Me to Be
- Geoff Downes : claviers sauf sur We Can Fly, We Can Fly (Reprise), Hour of Need et Into the Storm
- Alan White : batterie, percussions

#### Musiciens additionnels
- Trevor Horn : chœurs, claviers, guitare acoustique supplémentaire sur Sad Night at the Airfield
- Oliver Wakeman : claviers sur We Can Fly, We Can Fly (Reprise), Hour of Need et Into the Storm
- Gerard Johnson : piano sur The Man You Always Wanted Me to Be
- Luis Jardim : percussions

### Production
- Trevor Horn : producteur, composition
- Tim Weidner : ingénieur mixage
- Curtis Schwartz : ingénieur sur Solitaire
- John Davis : mastering
- Roger Dean : design de la pochette

## Fly From Here – Return Trip
Une nouvelle version de l'album Fly from Here est publiée lors des célébrations pour le cinquantième anniversaire d'existence du groupe au London Palladium de Londres, les 24 et 25 mars 2018 et réintitulée Fly From Here - Return Trip. Toutes les parties de chant de Benoît David y sont réenregistrées par Trevor Horn. Cette version reprend également la version longue de Hour of Need, ainsi qu'une chanson inédite, Don't Take No for an Answer de Steve Howe. Roger Dean a produit une nouvelle pochette pour cette version.
| No  | Titre                                             | Auteur                                    | Durée |
| --- | ------------------------------------------------- | ----------------------------------------- | ----- |
| 1.  | Fly from Here – Overture                          | Horn, Downes                              | 1:53  |
| 2.  | Fly from Here, Part I: We Can Fly                 | Horn, Downes, Squire                      | 6:00  |
| 3.  | Fly from Here, Part II: Sad Night at the Airfield | Horn, Downes                              | 6:41  |
| 4.  | Fly from Here, Part III: Madman at the Screens    | Horn, Downes                              | 5:16  |
| 5.  | Fly from Here, Part IV: Bumpy Ride                | Howe                                      | 2:15  |
| 6.  | Fly from Here, Part V: We Can Fly (Reprise)       | Horn, Downes, Squire                      | 1:44  |
| 7.  | The Man You Always Wanted Me to Be                | Squire, Johnson, Sessler                  | 5:07  |
| 8.  | Life on a Film Set                                | Horn, Downes                              | 5:01  |
| 9.  | Hour of Need (Version allongée)                   | Howe                                      | 6:45  |
| 10. | Solitaire                                         | Howe                                      | 3:30  |
| 11. | Don't Take No for an Answer                       | Howe                                      | 4:20  |
| 12. | Into the Storm                                    | Squire, Wakeman, Howe, Horn, David, White | 6:54  |

### Musiciens
- Trevor Horn : chant, chœurs, claviers supplémentaires sur Sad Night at the Airfield
- Steve Howe : guitares, chant sur Hour of Need et Don't Take No for an Answer
- Chris Squire : basse, chœurs, chant sur The Man You Always Wanted Me To Be
- Geoff Downes : claviers
- Alan White : batterie